# Uša
Uša (hebrejsky אוּשָׁה, v oficiálním přepisu do angličtiny Usha) je vesnice typu kibuc v Izraeli, v Haifském distriktu, v Oblastní radě Zevulun.

## Geografie
Leží v nadmořské výšce 33 metrů v intenzivně zemědělsky využívané Izraelské pobřežní planině, respektive v Zebulunském údolí, nedaleko západních okrajů svahů Dolní Galileji, 8 kilometrů od břehu Středozemního moře v Haifském zálivu.
Obec se nachází na cca 85 kilometrů severoseverovýchodně od centra Tel Avivu a cca 12 kilometrů východně od centra Haify. Vesnici Uša obývají Židé, přičemž osídlení v tomto regionu je etnicky smíšené. Pobřežní nížina a aglomerace Haify jsou převážně židovské. Na východ od kibucu začínají kopcovité oblasti Galileji, které obývají ve vyšší míře izraelští Arabové a Drúzové. Zhruba 5 kilometrů severovýchodně od kibucu leží například arabské město Šfar'am. Uša vytváří spolu s vesnicemi Ramat Jochanan a Kfar ha-Makabi souvislý blok osídlení, který je navíc na jihu napojen na zastavěné území města Kirjat Ata.
Uša je na dopravní síť napojena pomocí lokální silnice 7703.

## Dějiny
Obec Uša byla založena v roce 1937. Šlo o opevněnou osadu typu Hradba a věž. Jejími zakladateli byla skupina Židů z Polska napojená na mládežnické hnutí ha-No'ar ha-cijoni. Během války za nezávislost v dubnu 1948 byla osada stejně jako sousední Ramat Jochanan a Kfar ha-Makabi napadena drúzskou jednotkou začleněnou do arabské dobrovolnické armády pod vedením Fauzího al-Kaukdžího. Útok se ale podařilo odvrátit.
Kibuc je pojmenován podle starověkého židovského sídla stejného názvu, které je zmiňováno v Talmudu a okolo roku 135 bylo sídlem Sanhedrinu. Nacházelo se cca 3 kilometry východně od nynějšího kibucu. Na jeho ruinách pak ve středověku vznikla arabská vesnice Hawsha. V roce 1931 v ní žilo 202 lidí v 53 domech. Stála tu muslimská svatyně Nabi Hušan. V roce 1948 byla vesnice během války za nezávislost dobyta židovskými silami a arabské osídlení v ní skončilo, když obyvatelé uprchli. Její zástavba pak byla zbořena.
Před rokem 1949 měl kibuc Uša rozlohu katastrálního území 1 470 dunamů (1,47 kilometru čtverečního).
Místní ekonomika je založena na zemědělství a průmyslu.

## Demografie
Podle údajů z roku 2014 tvořili naprostou většinu obyvatel v Uša Židé - cca 400 osob (včetně statistické kategorie "ostatní", která zahrnuje nearabské obyvatele židovského původu ale bez formální příslušnosti k židovskému náboženství, cca 500 osob).
Jde o menší sídlo vesnického typu s dlouhodobě stagnující populací. K 31. prosinci 2014 zde žilo 454 lidí. Během roku 2014 registrovaná populace stoupla o 0,4 %.
| Rok            | 1948 | 1961 | 1972 | 1983 | 1995 | 2001 | 2003 | 2004 | 2005 | 2006 | 2007 | 2008 | 2009 | 2010 | 2011 | 2012 | 2013 | 2014 |
| -------------- | ---- | ---- | ---- | ---- | ---- | ---- | ---- | ---- | ---- | ---- | ---- | ---- | ---- | ---- | ---- | ---- | ---- | ---- |
| Počet obyvatel | 294  | 302  | 319  | 367  | 367  | 359  | 351  | 348  | 343  | 350  | 364  | 356  | 416  | 424  | 455  | 455  | 452  | 454  |